# (4364) Shkodrov
(4364) Shkordov ist ein Hauptgürtelasteroid, der am 7. November 1978 von Eleanor Helin und Schelte John Bus am Palomar-Observatorium entdeckt wurde.
Der Asteroid wurde nach dem bulgarischen Astronomen Wladimir Schkodrow benannt.